# Vaccino subtilico
Il vaccino subtilico è costituito da una sospensione di spore (1 miliardo) di Bacillus subtilis poliantibiotico-resistente. La resistenza si riferisce a penicilline, streptomicina, neomicina, cloramfenicolo, tetracicline, isoniazide, eritromicina, novobiocina, cicloserina, sulfamidici, lincomicina, rifamicine e cefalosporine. 
Il vaccino subtilico si conserva in recipienti ben chiusi e al riparo dalla luce. 
Il vaccino subtilico trova impiego nel trattamento del dismicrobismo intestinale e nelle sue manifestazioni cliniche, specie nella diarrea dei lattanti. È inoltre indicato come coadiuvante nel ripristino della flora batterica intestinale che potrebbe aver subìto alterazioni a causa di trattamenti antibiotici o chemioterapici. 
Il vaccino subtilico viene somministrato per via orale alla dose giornaliera di 4-6 fialoidi negli adulti, 3-4 fialoidi nei bambini e 2-3 fialoidi nei lattanti. I fialoidi devono essere somministrati a intervalli regolari diluendone il contenuto in acqua zuccherata, tè, latte, ecc. 
In corso di terapia con antibiotici si consiglia di somministrare il vaccino subtilico nell'intervallo tra una somministrazione e la successiva.